# متنزه بندجاري الوطني
متنزّه بندجاري الوطني ( (بالفرنسية: Parc National de la Pendjari)‏ يقع في شمال غرب بنين ، ملاصق لمتنزه أرلي الوطني في بوركينا فاسو . تشتهر الحديقة الوطنية باسم نهر بيندجاري ، وتشتهر بالحياة البرية وهي موطن لبعض آخر الحيوانات الضخمة مثل فيل الغابات الأفريقية وأسد غرب أفريقيا وفرس النهر والجاموس والعديد من الظباء في غرب أفريقيا. تشتهر الحديقة أيضًا بثراء الطيور .
تبلغ مساحة حديقة بندجاري الوطنية 2,755 كيلومتر مربع (275,500 ها) في أقصى الشمال الغربي من بنين. الحديقة هي جزء من مجمع WAP ( متنزّه دبليو الوطني - متنزّه أرلي الوطني- متنزّه بندجاري الوطني) وهي منطقة محمية واسعة في بنين وبوركينا فاسو والنيجر . تجعل التلال والمنحدرات في مجموعة أتاكورا الشمال الغربي واحدة من أكثر المناطق الخلابة في بنين. إنها توفر خلفية رائعة لحديقة بندجاري الوطنية ، والتي ، في عزلتها ، لا تزال واحدة من أكثر المناطق إثارة للاهتمام في غرب أفريقيا.
في مارس 2009 ، تم ترشيحها كموقع مؤقت لبرنامج اليونسكو للتراث العالمي ، وفي يوليو 2017 تم إدراجه رسميًا كموقع للتراث العالمي لليونسكو كجزء من الامتداد عبر الوطني لمجمع ( متنزّه دبليو الوطني - متنزّه أرلي الوطني- متنزّه بندجاري الوطني).

## علم البيئة
إن المنحدرات الصخرية في المنطقة مشجرة بشكل قليل مع بوركية أفريقية و ديتار صغير الثمار . في التربة العميقة لبعض القمم وجرف أتاكورا ، يجد المرء تنوعًا أكبر من الأنواع النباتية . يحتوي نهر بندجاري على غابة رائعة. يشمل المتنزّه كلا من السودان وشمال غينيا السافانا .. يبلغ معدل سقوط الأمطار السنوي حوالي 1,100 مليمتر (43 بوصة) ؛ الحديقة مفتوحة على مدار السنة ، على الرغم من أن هطول الأمطار من يونيو إلى نوفمبر قد يكون كثيفًا وقد يتعذر الوصول إلى أجزاء معينة من الحديقة. 

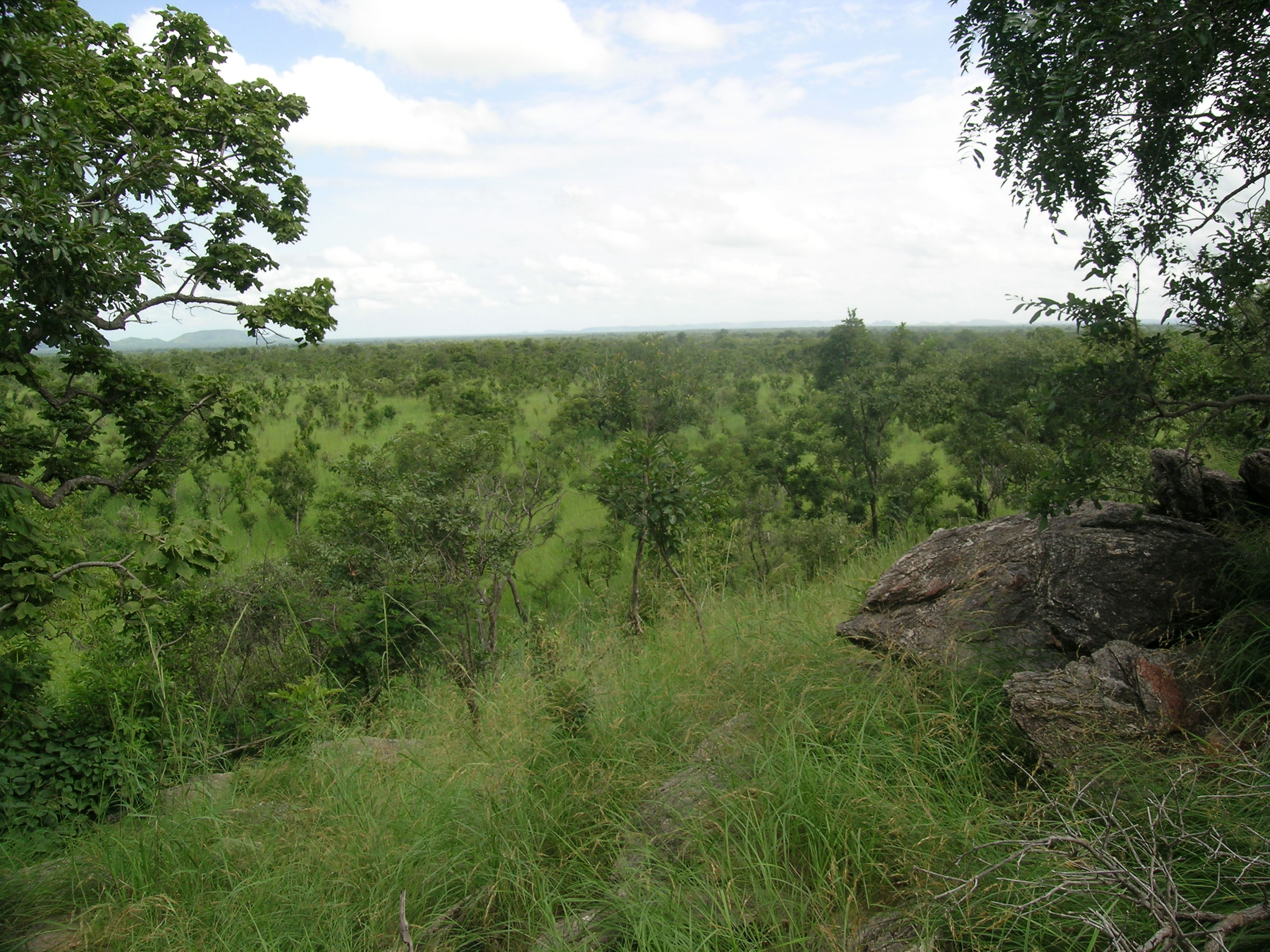
المناظر الطبيعيه
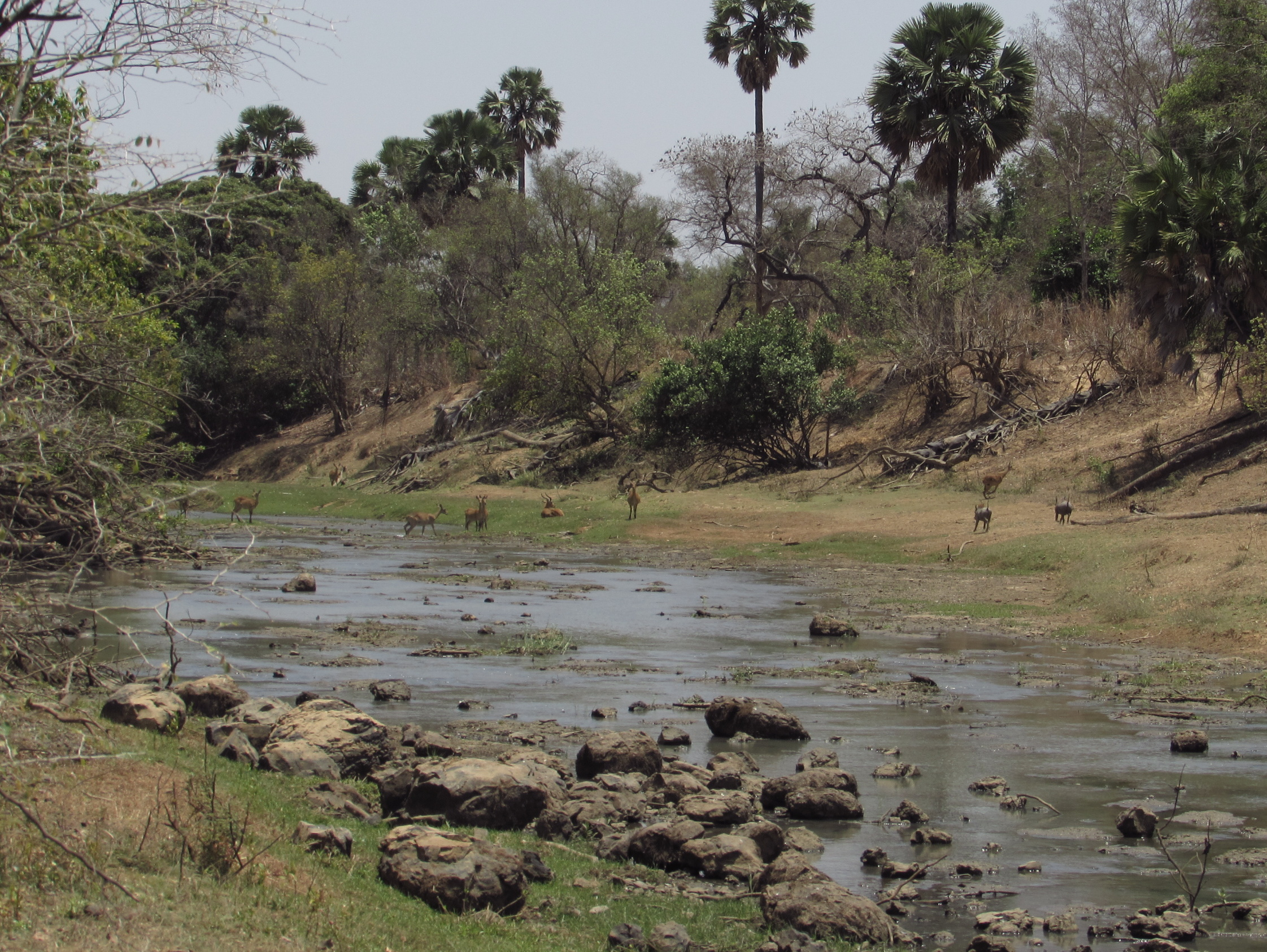
نهر بيندجاري داخل الحديقة الوطنية في موسم الجفاف: يمين بوركينا فاسو ، يسار بنين

## الأزهار

### الثدييات
تضم حديقة بندجاري الوطنية عددًا كبيرًا نسبيًا من الأفيال ، والتي كانت مستقرة على مدى العقود الماضية ، وعددها أكثر من 800 فيل بين عامي 2005 و 2010. بما في ذلك حديقة دبليو الوطنية المجاورة ومتنزّه آرلي الوطني (مجمع WAP) ، يشمل أكثر من 3800 فيل ، مما يجعلها أكبر تجمع للأفيال في كل غرب إفريقيا. ثاني أكبر الثدييات في الحديقة هو فرس النهر . هناك أيضًا أعداد كبيرة من العديد من الحيوانات العاشبة الكبيرة الأخرى مثل الجاموس الأفريقي و الظباء و الخنازير.
واحد من أندر الحيوانات المفترسة في المنطقة المحمية هو الفهد الشمالي الغربي الأفريقي . اعتبارًا من عام 2007 ، لم يكن هناك سوى حوالي 5-13 فردًا في الحديقة الوطنية وحديقة دبليو الوطنية المجاورة. أعداد أسد غرب إفريقيا في مجمع ( دبليو - آرلي - بندجاري) من حوالي 100 أسد وربما هي الأكبر في غرب إفريقيا.
تم تسجيل الكلاب البرية المهددة بالانقراض في غرب إفريقيا في متنزّه بندجاري الوطني خلال مسح في أبريل 2000 ، وكذلك النمر الأفريقي ، الضبع المتبقع ، ابن آوى مخطط ، و الزباد الأفريقي .
انخفض عدد الطيور المائية من حوالي 3000 في السبعينيات إلى 120 فقط في 2004.
في عامي 2014 و 2015 ، سجلت مصائد الكاميرا عناق الأرض ، الزباد الأفريقي ، أنواع زريقاء ، النمس المصري ، نمس أبيض الذيل ، نمس الأهوار ، ابن آوى الذهبي وغرير العسل .

### حياة الطيور
النسر المقنع مقيم في المنطقة المحمية ، ولكن بأعداد صغيرة.
تشتهر الحديقة بوفرة أنواع الطيور. يوجد حوالي 300 نوع مختلف. تم رصد مرزة باهتة و عويسق في بعض الأحيان وهناك عدد قليل من السجلات المعزولة لنسر أذون . الثعلب كيستريل ليس من المألوف ، في حين أن الطائرة الورقية الأفريقية ذات الذيل السنونو زائرة غير شائعة في موسم الجفاف. كما تم تسجيل عقاب مسيرة صغرى يشير حياة الطيور إلى أن "بندجاري موطن بالنسبة للأنواع الكبيرة البارزة مثل اللقلق الأفريقي المفتوح ، ولقلق أبديم ، ولقلق السرج ، وموسميًا ، أسراب ما يصل إلى 60 لقالق أبيض أوروبي . ويمكن أيضا العثور على نسر السمك الأفريقي وبومة صيد السمك . "
من بين الأنواع الأكثر بروزًا المسجلة هي السنونو ذو الأجنحة المرقطة ، روبن تشات ذو التاج الأبيض ، أبلق أحمر الصدر ، و تشات المألوف ، و تشات السوداء ذات المقدمة البيضاء ، و تشات الصخرية و سمنة الصخور و الثرثار الأسود و البيتيليا ذات الأجنحة الحمراء و شمعي المنقار الأسود الردف و عصفور الأدغال .
تم رصد صائد الذباب الرمادي بالإضافة إلى العديد من الأنواع الأخرى تحت الغطاء النباتي . تم رصد بلبل أبيض الحنجرة وتم رصد دراج أبيض الحلق، وهو مقيم نادر ، في الأراضي الزراعية جنوب ناتيتنغو . إلى الجنوب من المتنزّه توجد منطقة شبه محمية كبيرة معروفة بالفرنسية باسم La zone cygnetique de la Pendjari حيث تم رصد عدد من الأنواع الأخرى. الحديقة الوطنية وموطن الطيور محمية من قبل الحكومة في بنين .
تشمل أنواع الطيور الأخرى:
- فوكس كيستريل ( Falco alopex ) مقيم 1998 - A3
- عصفور فخذ أحمر ( Accipiter erythropus ) مقيم 1998
- السنغال الببغاء ( Poicephalus senegalus ) مقيم 1998 - A3
- فيوليت توراكو ( Musophaga violacea ) مقيمة 1998 - A3
- أسطوانة ذات بطن أزرق ( Coracias cyanogaster ) مقيمة 1998 - A3
- آكل النحل ذو الحنجرة الحمراء ( Merops bulocki ) مقيم 1998 - A3
- باربيت الملتحي ( ليبيوس دوبيوس ) مقيم 1998 - A3
- الصرد ذو الفواتير الصفراء ( كورفينيلا كورفينا ) مقيم 1998 - A3
- مقيم Piapiac ( Ptilostomus afer ) 1998 - A3
- الأصفر البندولين تيط ( Anthoscopus parvulus ) المقيم 1998 - A3
- Fanti saw-wing ( Psalidoprocne obscura ) مقيم 1998
- ابتلاع مجنحة ( هيروندو لوكوسوما ) مقيم 1998 - A3
- السنغال eremomela ( Eremomela pusilla ) مقيمة 1998 - A3
- Blackcap babbler ( Turdoides reinwardii ) مقيم 1998 - A3
- زرزور لامع أرجواني ( لامبروتورنيس بوربيوس ) مقيم 1998 - A3
- شات روبن توج أبيض ( Cossypha albicapilla ) مقيم 1998 - A3
- بوش بترونيا ( Petronia dentata ) مقيمة 1998 - A3
- بيتيليا ذات الأجنحة الحمراء ( Pytilia phoenicoptera ) مقيمة 1998 - A3
- بيتيليا ذات وجه أحمر ( Pytilia hypogrammica ) مقيم 1998 - A3
- لافندر الشمع ( Estrilda caerulescens ) المقيم 1998 - A3
- مذبح الشمع الأسود ( Estrilda troglodytes ) المقيم 1998 - A3
- جنة توغو - لماذا ( Vidua togoensis ) مقيمة 1998 - A3

## روابط خارجية
- الصفحة الرسمية
- BirdLife International. "Important Bird Areas factsheet: Pendjari National Park". مؤرشف من الأصل في 2019-04-21.
- صور حديقة بينجاري الوطنية
- يهدف تعهد تمويل بقيمة 23.5 مليون دولار إلى حماية المتنزّه الوطني المهم في غرب إفريقيا